# Palais du Podestat (Pise)
Pour les articles homonymes, voir Palazzo del Podestà.
L'ancien palais du Podestat de Pise (en italien : Palazzo del Podestà) est situé dans le centre historique de Pise en Toscane.

## Histoire et description
Le palais a été construit en incorporant des bâtiments médiévaux, dont les piliers et les pierres des arcs sur les murs extérieurs et ceux autour de la cour sont encore reconnaissables. À l'extérieur, il y a des armoiries, une de la municipalité de Pise et une de la Pia Casa di Misericordia.
Dans la cour intérieure, un fragment de statue grecque est exposé sur un socle, offert par Pietro Miniati en 1994.